# 所信
| ウィキペディアには「所信」という見出しの百科事典記事はありません（タイトルに「所信」を含むページの一覧/「所信」で始まるページの一覧）。 代わりにウィクショナリーのページ「所信」が役に立つかもしれません。 |